# Gnac
gnac es el pseudónimo utilizado por el compositor y productor musical Mark Tranmer. El nombre se deriva de una historia corta escrita por Italo Calvino en Marcovaldo, ovvero le stagioni in città titulada Luna e GNAC.

## Discografía

### EP
- In Mauve, publicado por Amberly — (1997)

### LP
- Friend Sleeping, publicado por Vespertine — (1999)
- Biscuit Barrel Fashion, publicado por Poptones — (2001)
- Twelve Sidelong Glances, publicado por LTM / Boutique NL — (2006)

### Recopilatorios
- Sevens, publicado por Rocket Girl — 2000
- Soviet Bureau, publicado en Rusia por Soyuz — 2004